# Echinogammarus dahli
Echinogammarus dahli is een vlokreeftensoort uit de familie van de Gammaridae. De wetenschappelijke naam van de soort is voor het eerst geldig gepubliceerd in 1968 door Stock.